# Paweł Liu Jinde
Paweł Liu Jinde (chiń. 劉進德保祿) (ur. 1821 r. w Lanziqiao, Hebei w Chinach – zm. 13 lipca 1900 r. tamże) – święty Kościoła katolickiego, męczennik.
Paweł Liu Jinde urodził się w 1821 r. w Lanziqiao w prowincji Hebei. Dorastał jako gorliwy katolik, regularnie praktykujący swoją wiarę. Gdy powstanie bokserów dosięgło jego wsi, wielu katolików nie chciało stać się ofiarami prześladowań i ukryło się. Tak nie było jednak w przypadku Pawła Liu i jego syna. Zostali w domu i modlili się o możliwość męczeństwa. Paweł Liu został zamordowany przez bokserów 13 lipca 1900 r.
Dzień jego wspomnienia to 9 lipca (w grupie 120 męczenników chińskich).
Został beatyfikowany 17 kwietnia 1955 r. przez Piusa XII w grupie Leon Mangin i 55 Towarzyszy. Kanonizowana w grupie 120 męczenników chińskich 1 października 2000 r. przez Jana Pawła II.